# Palazzo Albergati (Zola Predosa)

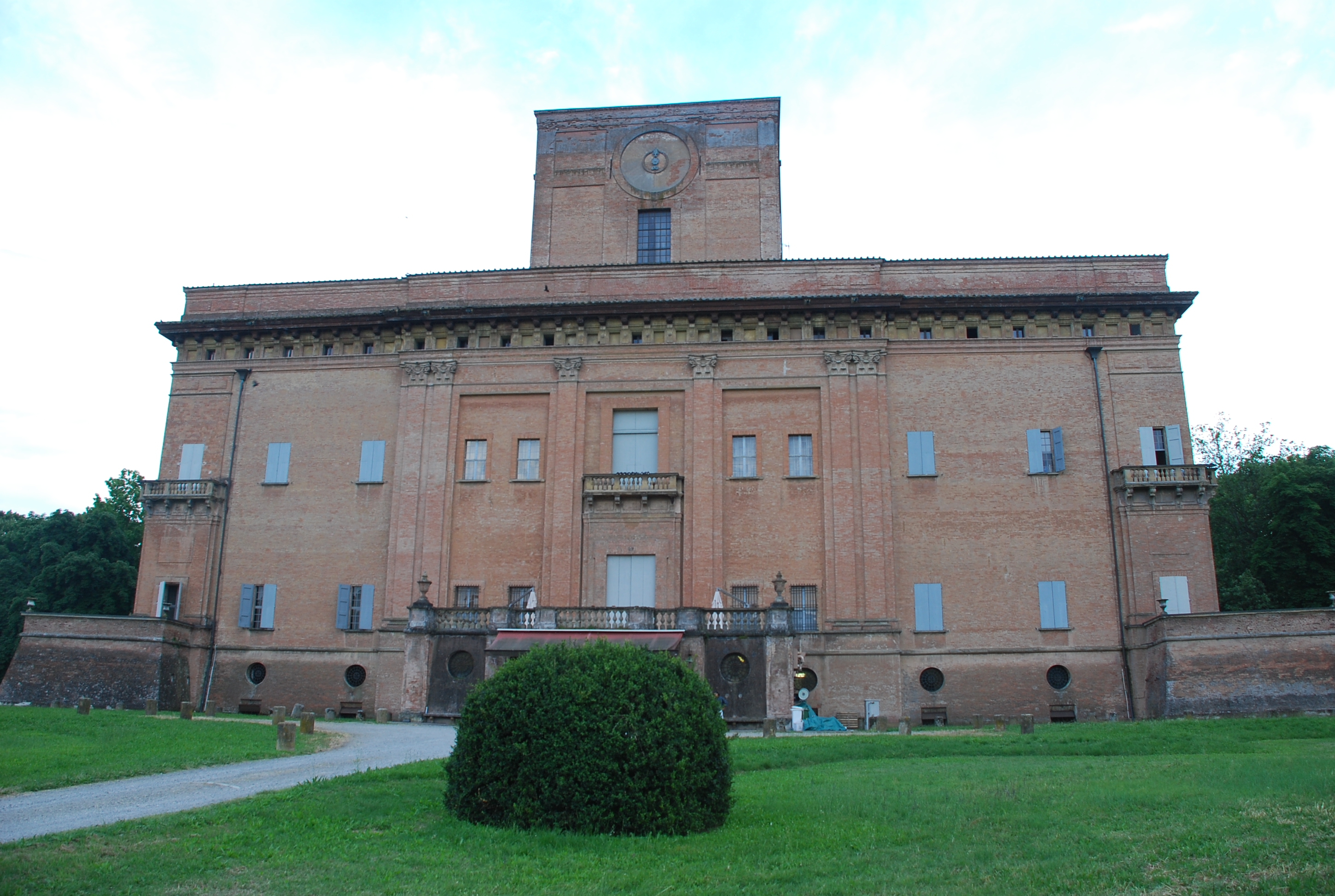
Palazzo Albergati in Zola Predosa

Palazzo Albergati (auch Villa Albergati)  ist ein barocker Palast im Umland von Bologna in der Nähe der Kleinstadt Zola Predosa in der italienischen Region Emilia-Romagna.
Sie ist der Landsitz der Familie Albergati und gilt als einer der wichtigsten architektonischen Werke des 17. Jahrhunderts in Europa.

## Geschichte
Der Palast wurde ab der zweiten Hälfte des 17. Jahrhunderts im Auftrag des Markgrafen Girolamo Albergati Capacelli, des Botschafters der Stadt Bologna in Rom und Dekan des Bologneser Senats, erbaut, der sich vorgenommen hatte, alle Residenzen Bologneser Adliger an Pracht zu übertreffen. Nach einem fruchtlosen Wettbewerb unter verschiedenen berühmten Architekten wurde die Planung des Palastes dem alten Architekten der Familie, Bonifacio Socchi, und Gian Giacomo Monti, einem jungen Bühnenbildner, übertragen, der sich mit Agostino Mitelli zusammengetan hatte, einem Maler und Architekten aus Bologna und Anhänger einer Tradition, die einen üppigen Ziergeschmack und eine kontinuierliche Suche nach erstaunlichen, illusionistischen Effekten zu ihren Stärken zählte. Die Bauarbeiten begannen 1659 und dauerten ungefähr 30 Jahre.

## Beschreibung
Das Gebäude beeindruckt durch seine außergewöhnlichen Dimensionen und den ungewöhnlichen Kontrast zwischen der Strenge des Äußeren und den barocken Räumlichkeiten im Inneren, die mit einem besonders repräsentativen Freskenzyklus der Emilianer Schule des 17. und 18. Jahrhunderts verziert und aufgewertet sind. Die Gewölbedecken sind mit Fresken mit mythologischen Themen versehen, die von Alboresi, Colonna, Burrini, Pesci, Valliani, Bigari und Orlandi geschaffen wurden. Die Treppen des Palastes sind für ihre Bizarrheit bekannt: Schraubenförmig, in doppelten Spiralen, wendelförmig und mit asymmetrischen Stufen.
Der Palast hat seinen ursprünglichen Grundriss beibehalten und gilt als eines der besten Beispiele der Barockarchitektur in Italien.
Die Landschaft und das Landhaus passt in die Geometrie der Gräben der umgebenden Ebene und erzählt von der doppelten Funktion des Palastes: Urlaubsort, ebenso wie Verwaltungszentrum des Grundbesitzes.

## Verwendung
Seit den ersten Jahren dienten die großen Säle Francesco Albergati Capacelli, Dramatiker und Schauspieler, als Theater für die Musik und die Prosa. In kurzer Zeit verwandelte sich der Palast in ein lebendiges Zentrum des mondänen und kulturellen Lebens und beherbergte Päpste, Könige, Herzöge, Musiker, Literaten, Wissenschaftler und berühmte Abenteurer. Im Laufe der Jahrhunderte waren dort illustre Persönlichkeiten der europäischen Politik und Kultur zu Gast, von Carlo Goldoni (der für das Theater der Villa sechs Komödien schrieb) bis Voltaire, von Juan Carlos I. bis Luciano Pavarotti.
Heute dienen seine Räumlichkeiten Ausstellungen, Konzerten, Zusammenkünften und Zerimonien.